# Balclutha phoxocephala
Balclutha phoxocephala är en insektsart som beskrevs av Osamu Namba 1956. Balclutha phoxocephala ingår i släktet Balclutha och familjen dvärgstritar. Inga underarter finns listade i Catalogue of Life.